# Stade municipal de Coimbra
Le stade municipal de Coimbra (en portugais : Estádio Cidade de Coimbra), est un stade situé à Coimbra, au Portugal.
Le stade a été rénové, agrandi et modernisé pour accueillir certains matches de l'UEFA Euro 2004. Au-delà de l'aspect sportif, le projet Euro Stadium Project comprend la possibilité d’organiser des manifestations, culturelles et commerciales, en modernisant l’ensemble du quartier Calhabé à Coimbra.

## Historique
Ce stade appartient à la municipalité de Coimbra et est principalement utilisé par l'équipe de football de l'Académica de Coimbra. Jusqu'en 2003, il s'appelait Estádio Municipal de Coimbra ou encore Estádio do Calhabé, du nom de son emplacement à Coimbra.
Il a été inauguré le 27 septembre 2003 lors d'un concert donné par les Rolling Stones.
Le premier match officiel dans le stade a été joué le 29 octobre 2003. Le match était Académica de Coimbra - Benfica le Benfica l'avait emporté par 3 buts à 1. Le premier but, dans ce nouveau stade, est l'oeuvre de Tonel, qui à l'époque défendait les couleurs de Briosa.

## Structures
Son design ne fait appel à aucune référence historique ou traditionnelle, l’idée étant de créer une nouvelle image contemporaine avec des façades en verre et une toiture esthétique soutenue par des stands élégants. Le stade municipal de Coimbra présente une construction extrêmement légère, reposant essentiellement sur des structures en métal et en verre, de sorte qu’il ne se distingue pas par son poids, mais par ses formes et ses lignes. En ce qui concerne les tribunes, la tribune ouest accueille les zones les plus nobles du stade, ainsi que les principales zones de support, notamment les vestiaires et les espaces réservés aux athlètes, les zones administratives, les magasins de sport, le centre des médias et le musée du sport. Il abrite également des cabines et des studios de télévision, ainsi que la galerie VIP. La tribune sud s'étend comme un corps curviligne avec deux anneaux, où la partie supérieure sera recouverte. Au fond, il y aura deux étages de commerce et des parkings souterrains. Entre les deux anneaux, des cabines abritent un restaurant panoramique surplombant la ville et l'intérieur du stade. La tribune est est identique à celle de l'ouest en termes d’architecture, bien qu’elle soit identique en termes de services offerts. La tribune nord est un corps curviligne avec un seul anneau, partiellement recouvert d’une structure légère dans laquelle un écran géant est installé.
La piste d'athlétisme existante a été préservée pour une utilisation future en tant qu'installation polyvalente. Le stade a été conçu par le cabinet d'architecture portugais Plarq, dirigée par l'architecte António Monteiro en association avec le KSS Design Group de Londres.
Le stade compte 29 622 places, dont les deux tiers sont couverts. Le complexe dispose d'un grand centre de presse, d'un bar, de cuisines et d'un restaurant offrant une vue panoramique sur le terrain. Un pavillon polyvalent, une piscine olympique, un centre de remise en forme, une salle de sport, des bureaux et des résidences-studios ont été construits dans les environs. l' Alma Shopping, est un centre commercial et de loisirs construit à proximité du stade, qui comprend des cinémas, un parking souterrain, des restaurants et plusieurs magasins.

## Principaux matchs de football

### Euro 2004
Le stade a accueilli deux matches du Groupe B de l'Euro 2004:  Angleterre 3–0  Suisse et  Suisse 1–3  France. Curieusement, lors des deux matches, le record du plus jeune buteur du Championnat d'Europe a été battu, d'abord par Wayne Rooney, puis par Johan Vonlanthen.
| Date         |            | Score |        | Groupe   |
| ------------ | ---------- | ----- | ------ | -------- |
| 17 juin 2004 | Angleterre | 3–0   | Suisse | Groupe B |
| 21 juin 2004 | Suisse     | 1–3   | France | Groupe B |

### Sélection du Portugal
Liste des matches de l'équipe nationale qui se sont déroulés dans le stade, à la fois sous son ancienne forme et sous sa forme rénovée.
| #  | Date             | Score | Adversaire    | Competition                       |
| -- | ---------------- | ----- | ------------- | --------------------------------- |
| 1. | 13 avril 1983    | 0–0   | Hongrie       | Amical                            |
| 2. | 8 juin 1983      | 0–4   | Brésil        | Amical                            |
| 3. | 9 juin 1999      | 8–0   | Liechtenstein | Éliminatoires Euro 2000           |
| 4. | 28 avril 2004    | 2–2   | Suède         | Amical                            |
| 5. | 12 novembre 2005 | 2–0   | Croatie       | Amical                            |
| 6. | 15 novembre 2006 | 3–0   | Kazakhstan    | Éliminatoires Euro 2008           |
| 7. | 3 mars 2010      | 2–0   | Chine         | Amical                            |
| 8. | 15 octobre 2013  | 3–0   | Luxembourg    | Éliminatoires Coupe du monde 2014 |

### Finale de laCoupe de la Ligue portugaise de football
| Date          | Vainqueur  | Score | Finaliste      | Tour   |
| ------------- | ---------- | ----- | -------------- | ------ |
| 23 avril 2011 | SL Benfica | 2–1   | FC P. Ferreira | Finale |
| 14 avril 2012 | SL Benfica | 2-1   | Gil Vicente FC | Finale |
| 13 avril 2013 | SC Braga   | 1-0   | FC Porto       | Finale |
| 29 mai 2015   | SL Benfica | 2-1   | CS Marítimo    | Finale |
| 20 mai 2016   | SL Benfica | 6-2   | CS Marítimo    | Finale |

## Rugby
En Novembre 2021, le stade accueille une rencontre internationale opposant le Portugal au Japon. Devant environ 11 000 spectateurs, le Portugal offre une belle résistance au Japon, qui s'impose néanmoins par 38 à 25.
| #  | Date             | Score | Adversaire | Competition |
| -- | ---------------- | ----- | ---------- | ----------- |
| 1. | 13 novembre 2021 | 25-38 | Japon      | Test        |

## Concerts
En plus du football, le stade est souvent utilisé pour des concerts d'artistes internationaux pouvant accueillir jusqu'à 50 000 personnes.
Le stade a été inauguré par un concert des Rolling Stones le 27 septembre 2003, auquel ont assisté plus de 50 000 personnes.
George Michael a joué là-bas en 2007 lors de sa tournée 25 Live.
En 2010, U2 a disputé deux concerts à guichets fermés au cours de sa tournée U2 360° Tour.
Le 24 juin 2012, Madonna s'est produite devant 33 597 personnes dans le cadre de sa tournée MDNA Tour.